# Goldpokal der Stadt Bremerhaven
Der Goldpokal der Stadt Bremerhaven war ein von den US-Streitkräften in Bremerhaven initiiertes Basketballturnier, das 1964 bis 1983 stattfand.
Insgesamt wurde der Basketballwettbewerb für Männermannschaften achtzehn Mal veranstaltet. Beteiligt am Turnier waren Auswahlmannschaften des in Europa stationierten US-Militärs mit leistungsstarken ehemaligen Collegespielern, sowie verschiedene Clubteams und Nationalmannschaften aus Europa, inklusive Osteuropa. 1964 bis 1969 spielten auch Damenteams der USA und aus Europa einen Turniersieger aus.
Wie auch das Albert-Schweitzer-Turnier (AST) für Basketballnationalmannschaften der männlichen Jugend, das alle zwei Jahre in Mannheim stattfindet, wurde das Bremerhavener Turnier als Initiative zur Förderung der deutschamerikanischen Basketballfreundschaft vom US-Militär begründet und sieben Jahre veranstaltet, bevor die Verantwortung an deutsche Organisatoren und den Stifter des Goldpokals der Stadt Bremerhaven übergeben wurde.

## Siegerliste
Bei den Männern konnten die Nationalmannschaft der UdSSR das Turnier dreimal gewinnen. Die Niederlande, Österreich und Deutschland sowie die US-Militär-Auswahlteams trugen sich jeweils zweimal in die Siegerliste ein. Die Teams ZSKA Moskau und VfL Osnabrück sind die beiden einzigen Clubmannschaften gewesen, die das Turnier gegen die starke Konkurrenz der teilnehmenden Nationalmannschaften gewinnen konnten. 1976 nahm eine Basketballnationalmannschaft aus Israel am Turnier teil.
Siegerliste des Bremerhavener Basketballturniers der US-Army – Goldpokal der Stadt Bremerhaven
Turnier der Männer:
| - 1964 Team US Air Force - 1965 Blue Devils Europa - 1966 VfL Osnabrück - 1967 Niederlande - 1968 Schweden - 1969 Deutschland - 1970 Österreich | - 1971 CSSR - 1973 Niederlande - 1974 Österreich - 1976 ZSKA Moskau - 1977 Belgien - 1979 Niederlande - 1980 Deutschland | - 1981 UdSSR - 1982 UdSSR - 1983 UdSSR |

Turnier der Frauen:
| - 1964 US-Auswahl Heidelberg - 1965 ATV 77 Düsseldorf - 1966 Niederlande - 1967 Niederlande - 1968 Niederlande - 1969 Frankreich |

## Motivation der US-Veranstalter
Überlegungen von Pit Garner und Bob Sieben vom Special-Service der in Bremerhaven stationierten US-Streitkräfte führten dazu, dass erste Internationale Basketballturnier Bremerhaven 1964 in Bremerhaven zu veranstalten, mit dem Ziel, ein regelmäßig stattfindendes Basketballturnier zu etablieren und die Beziehungen zu den Bürgern in Bremerhaven, in der Bundesrepublik und in Europa zu verbessern. Für die US-Soldaten und ihre Angehörigen war das Turniergeschehen eine willkommene Attraktion im Jahresablauf. Durch die Verpflichtung bekannter Clubteams und Nationalmannschaften sollte das Interesse der Öffentlichkeit an der Veranstaltung geweckt werden. In den USA wurde stets ausführlich über das Turniergeschehen berichtet.

## Rahmen und Bedingungen der US-Veranstalter
Das jährlich wiederkehrende Turnier war mit einem erheblichen organisatorischen und finanzielle Aufwand verbunden. Bis 1970 waren die US-Streitkräfte der Veranstalter. Alle teilnehmenden Mannschaften wurden von den US-Streitkräften betreut, als Gästen in Kasernen untergebracht und verpflegt. Da die Kosten für Kost und Logis für die teilnehmenden Mannschaften entfielen, waren die Einladungen zu einem der internationalen Turniere sehr gefragt – nie konnten alle vorliegenden Anfragen der internationalen Basketballgemeinde von den Veranstaltern berücksichtigt werden. Gespielt wurde nach FIBA-Regeln, über die volle Spielzeit.

## Unterstützung durch den DBB
Auf deutscher Seite war Paul G. Pätzel, 1947 bis 1976 Sportredakteur bei der Nordsee-Zeitung in Bremerhaven, daneben Gründer und langjährig ltd. Redakteur der Zeitschrift Basketball, seit 1963 auch Vizepräsidenten des Deutschen Basketball Bundes (DBB), Partner der verantwortlichen US-Veranstalter und Promotor der Turnieridee.

## Der US-Standort
1964 bis 1970 wurde in einer Basketballsporthalle auf dem US-Militärgelände gespielt, an der Hauptstraße zwischen Bremerhaven und Weddewarden. Ausstattung und Ambiente der Sporthalle waren vergleichbar mit der eines US-College-Teams. In direkter Nachbarschaft waren die Gästeteams untergebracht.
Nach Ende des Zweiten Weltkrieges wurden in dieser sogenannten Staging Area des US-Militärs – die Kaserne wurde 1973 Carl-Schurz-Kaserne benannt – Einheiten der US Army, US Air Force und US Navy untergebracht. Die US-Garnison Bremerhaven lag in einer von den US-Streitkräften autonom verwalteten Enklave, ein Gebiet zwischen Bremen und Nordholz. Die Garnison, mit Fliegerhorst, wurden von den USA benötigt, um die Versorgung ihrer militärischen Verbände in Europa über den Seeweg, via Bremerhaven, abwickeln zu können. Diese Logistikaufgabe wurde von in der Staging Area stationierten Transport- und Supporteinheiten übernommen. Es waren aber auch Einheiten stationiert, die verlegbare Radarstationen und Richtfunknetze betrieben oder für die Kommunikation zwischen Atomwaffenstützpunkten in der Europazone verantwortlich waren. Bis 1945 war das Gelände von der deutschen Wehrmacht bzw. davor von der Reichswehr für militärische Zwecke genutzt worden.

## Goldpokal der Stadt Bremerhaven
Ab 1971 übernahmen der Stadtverband Bremerhaven und die Stadt Bremerhaven, in Kooperation mit der Bezirksgruppe Bremerhaven–Cuxhaven der Deutschen Olympischen Gesellschaft die Verantwortung für das Turnier. Der Goldpokal der Stadt Bremerhaven wurde gestiftet. Gespielt wurde jetzt in der Kolb-Halle. 1974 beteiligte sich der Kreissportbund Bremerhaven an der Turnierorganisation. Ein Organisationskomitee, in dem auch Vertreter des 1. BC Bremerhaven 1955 Stimme hatte, wurde bestimmt. Es wurde dann beschlossen, in der großen, modernen Stadthalle Bremerhaven zu spielen. Damit änderten sich Rahmen und Grundlagen des Turniers grundlegend. Die finanziellen Belastungen und dadurch bedingte Risiken nahmen zu. Zunächst war das Turnier durch Zuwendungen von staatlicher Seite und durch die örtliche Wirtschaft gesichert. Für das in 1984 geplante Turnier um den Goldpokal gab es dann keine ausreichende Garantie für die Erfüllung der anstehenden finanziellen Verpflichtungen, so dass der Wettbewerb keine Fortsetzung mehr fand.
Geblieben ist in Bremerhaven seither das Interesse für den leistungs- und ergebnisorientierten Basketballsport. Erfolgreichstes Bremerhavener Team sind die Eisbären Bremerhaven, ein Männerteam in der höchsten deutschen Spielklasse, in der Basketball-Bundesliga (BBL).

## Teilnahme der DBB-Nationalmannschaften
Der Deutsche Basketball Bund war stets mit seinen A-, B- und/oder Juniorennationalmannschaften den Einladungen der Bremerhavener Turnierorganisatoren gefolgt. Häufig war er mit zwei Nationalmannschaften im Teilnehmerfeld vertreten. Insgesamt nahm die A-Nationalmannschaft des DBB an dreizehn Turnieren in Bremerhaven teil (In den Jahren 1970, 1972, 1975 und 1978 wurden vom A-Team des DBB andere Verpflichtungen wahrgenommen.). Bremerhaven war in den Jahren von 1967 bis 1983 weltweit der Länderspielort, an dem die A-Nationalmannschaft am häufigsten ein Länderspiel, gegen Nationalmannschaften anderer Staaten, gespielt hat, aber auch gegen zahlreiche erstklassige Clubteams aus der Europa Zone der FIBA antrat. In den Jahren 1969, Dr. Miloslav Kriz als Headcoach in der Verantwortung, und 1980, Bundestrainer Bernd Röder, konnte die deutsche Nationalmannschaft das Turnier als Sieger abschließen.